# Emmanuel Sabbi
Emmanuel Afriye Mario Sabbi (Vicenza, 24 dicembre 1997) è un calciatore statunitense, attaccante dei Vancouver Whitecaps e della nazionale statunitense.

## Biografia
Nato in Italia da genitori ghanesi, si è trasferito da piccolo negli Stati Uniti.

## Carriera

### Club
Dopo aver militato per una stagione nel settore giovanile del Las Palmas, il 25 agosto 2017 passa all'Hobro.

### Nazionale
Ha giocato nelle nazionali giovanili statunitensi Under-18 ed Under-20.
Il 28 gennaio 2023 esordisce in nazionale maggiore nell'amichevole pareggiata 0-0 contro la Colombia.

## Statistiche

### Presenze e reti nei club
Statistiche aggiornate al 13 aprile 2025.
| Stagione        | Squadra             | Campionato      | Campionato | Campionato | Coppe nazionali | Coppe nazionali | Coppe nazionali | Coppe continentali | Coppe continentali | Coppe continentali | Altre coppe | Altre coppe | Altre coppe | Totale | Totale | Totale |
| Stagione        | Squadra             | Comp            | Pres       | Reti       | Comp            | Pres            | Reti            | Comp               | Pres               | Reti               | Comp        | Pres        | Reti        | Pres   | Reti   |        |
| --------------- | ------------------- | --------------- | ---------- | ---------- | --------------- | --------------- | --------------- | ------------------ | ------------------ | ------------------ | ----------- | ----------- | ----------- | ------ | ------ | ------ |
| 2017-2018       | Hobro               | SL              | 9+8        | 0+1        | CD              | 3               | 0               | -                  | -                  | -                  | -           | -           | -           | 20     | 1      |        |
| 2018-2019       | Hobro               | SL              | 23+8       | 5+3        | CD              | 0               | 0               | -                  | -                  | -                  | -           | -           | -           | 31     | 8      |        |
| 2019-2020       | Hobro               | SL              | 23+6       | 6+1        | CD              | 1               | 0               | -                  | -                  | -                  | -           | -           | -           | 30     | 7      |        |
| Totale Hobro    | Totale Hobro        | Totale Hobro    | 55+22      | 11+5       |                 | 4               | 0               |                    | -                  | -                  |             | -           | -           | 81     | 16     |        |
| 2020-2021       | Odense              | SL              | 20+9       | 4+1        | CD              | 3               | 1               | -                  | -                  | -                  | -           | -           | -           | 32     | 6      |        |
| 2021-2022       | Odense              | SL              | 21+9       | 2+1        | CD              | 8               | 4               | -                  | -                  | -                  | -           | -           | -           | 38     | 7      |        |
| 2022-2023       | Odense              | SL              | 9+10       | 2+6        | CD              | 0               | 0               | -                  | -                  | -                  | -           | -           | -           | 19     | 8      |        |
| Totale Odense   | Totale Odense       | Totale Odense   | 50+28      | 8+8        |                 | 11              | 5               |                    | -                  | -                  |             | -           | -           | 89     | 21     |        |
| 2023-2024       | Le Havre            | L1              | 30         | 5          | CF              | 3               | 0               | -                  | -                  | -                  | -           | -           | -           | 33     | 5      |        |
| 2024-feb. 2025  | Le Havre            | L1              | 15         | 0          | CF              | 1               | 0               | -                  | -                  | -                  | -           | -           | -           | 16     | 0      |        |
| Totale Le Havre | Totale Le Havre     | Totale Le Havre | 45         | 5          |                 | 4               | 0               |                    | -                  | -                  |             | -           | -           | 49     | 5      |        |
| 2025            | Vancouver Whitecaps | MLS             | 4          | 2          | CC              | 0               | 0               | CCC                | 2                  | 0                  | -           | -           | -           | 6      | 2      |        |
| Totale carriera | Totale carriera     | Totale carriera | 204        | 41         |                 | 19              | 5               |                    | 2                  | 0                  |             | -           | -           | 225    | 46     |        |

### Cronologia presenze e reti in nazionale
| Cronologia completa delle presenze e delle reti in nazionale ― Stati Uniti | Cronologia completa delle presenze e delle reti in nazionale ― Stati Uniti | Cronologia completa delle presenze e delle reti in nazionale ― Stati Uniti | Cronologia completa delle presenze e delle reti in nazionale ― Stati Uniti | Cronologia completa delle presenze e delle reti in nazionale ― Stati Uniti | Cronologia completa delle presenze e delle reti in nazionale ― Stati Uniti | Cronologia completa delle presenze e delle reti in nazionale ― Stati Uniti | Cronologia completa delle presenze e delle reti in nazionale ― Stati Uniti |
| Data                                                                       | Città                                                                      | In casa                                                                    | Risultato                                                                  | Ospiti                                                                     | Competizione                                                               | Reti                                                                       | Note                                                                       |
| -------------------------------------------------------------------------- | -------------------------------------------------------------------------- | -------------------------------------------------------------------------- | -------------------------------------------------------------------------- | -------------------------------------------------------------------------- | -------------------------------------------------------------------------- | -------------------------------------------------------------------------- | -------------------------------------------------------------------------- |
| 28-1-2023                                                                  | Carson                                                                     | Stati Uniti                                                                | 0 – 0                                                                      | Colombia                                                                   | Amichevole                                                                 | -                                                                          | 65’ 79’                                                                    |
| Totale                                                                     |                                                                            | Presenze                                                                   | 1                                                                          |                                                                            | Reti                                                                       | 0                                                                          |                                                                            |